# 이치노미야정
이치노미야정(일본어: 一宮町 이치노미야마치[*])은 일본 지바현 조세이군의 정이다. 2008년 4월 1일에 주변 시정촌과 합병해 모바라시가 될 계획이 있었지만 무산되었다.

## 지리
지바현 동부 태평양 연안의 거의 중앙, 구주쿠리 해변 및 구주쿠리 평야의 최남부에 위치한다. 북부를 이치노미야강이 동서로 횡단하고 태평양으로 흐른다. 서부는 보소 구릉의 끝으로 산림과 길고 깊은 골짜기가 펼쳐져 있어 농업용수용 저수지가 산재해 있다. 그 외의 정역은 대부분이 구주쿠리 평야의 충적평야이다. 또 동부의 태평양 해안은 구주쿠리 해변의 모래사장이다. 소토보선과 국도 128호선이 정역 중앙을 거의 남북으로 종단하고 있고, 중심 시가지는 소토보선 가즈사이치노미야역 주변에 펼쳐져 있다.

## 역사
- 1889년 4월 1일 - 정촌제 시행으로 나가라군 이치노미야혼고촌, 도라미촌이 설치되었다.
- 1890년 10월 27일 - 이치노미야혼고촌이 정으로 승격해 이치노미야정이 되었다.
- 1897년 4월 1일 - 나가라군이 가미하부군과 합병해 조세이군이 되었다.
- 1953년 11월 3일 - 이치노미야정과 도라미촌이 신설 합병해 현재의 이치노미야정이 되었다.

## 인구
| 연도 | 인구   | ±%    |
| ---- | ------ | ----- |
| 1950 | 10,953 | —     |
| 1960 | 10,694 | −2.4% |
| 1970 | 9,929  | −7.2% |
| 1980 | 10,486 | +5.6% |
| 1990 | 11,135 | +6.2% |
| 2000 | 11,648 | +4.6% |
| 2010 | 12,042 | +3.4% |

## 교통

### 철도
- 동일본 여객철도 소토보선
  - (← 조세이군 조세이촌) - 가즈사이치노미야역 - 도라미역 - (이스미시 →)

### 도로
- 국도 128호선